# 威廉斯陨击坑

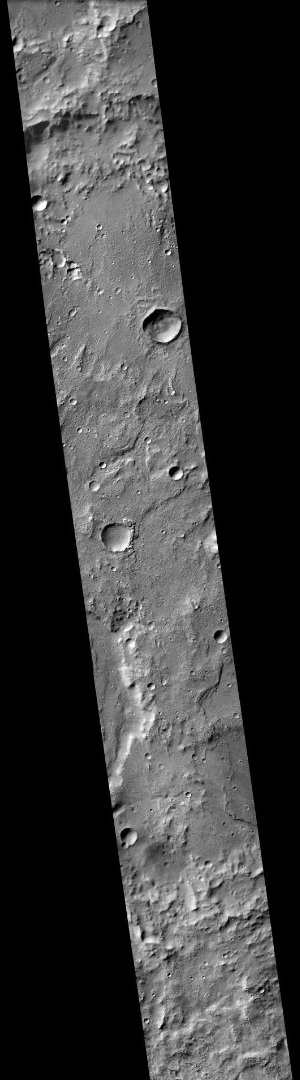
火星勘测轨道飞行器背景相机拍摄的威廉斯陨击坑

威廉斯陨击坑（Williams）是火星门农尼亚区的一座撞击坑，其中心坐标位于南纬18.7度、西经164.3度处，直径123.228公里（76.6英里）。该特征取名自英国律师业余天文学者亚瑟·斯坦利·威廉斯（1861年-1938年），1973年被国际天文联合会行星系统命名工作组批准接受。

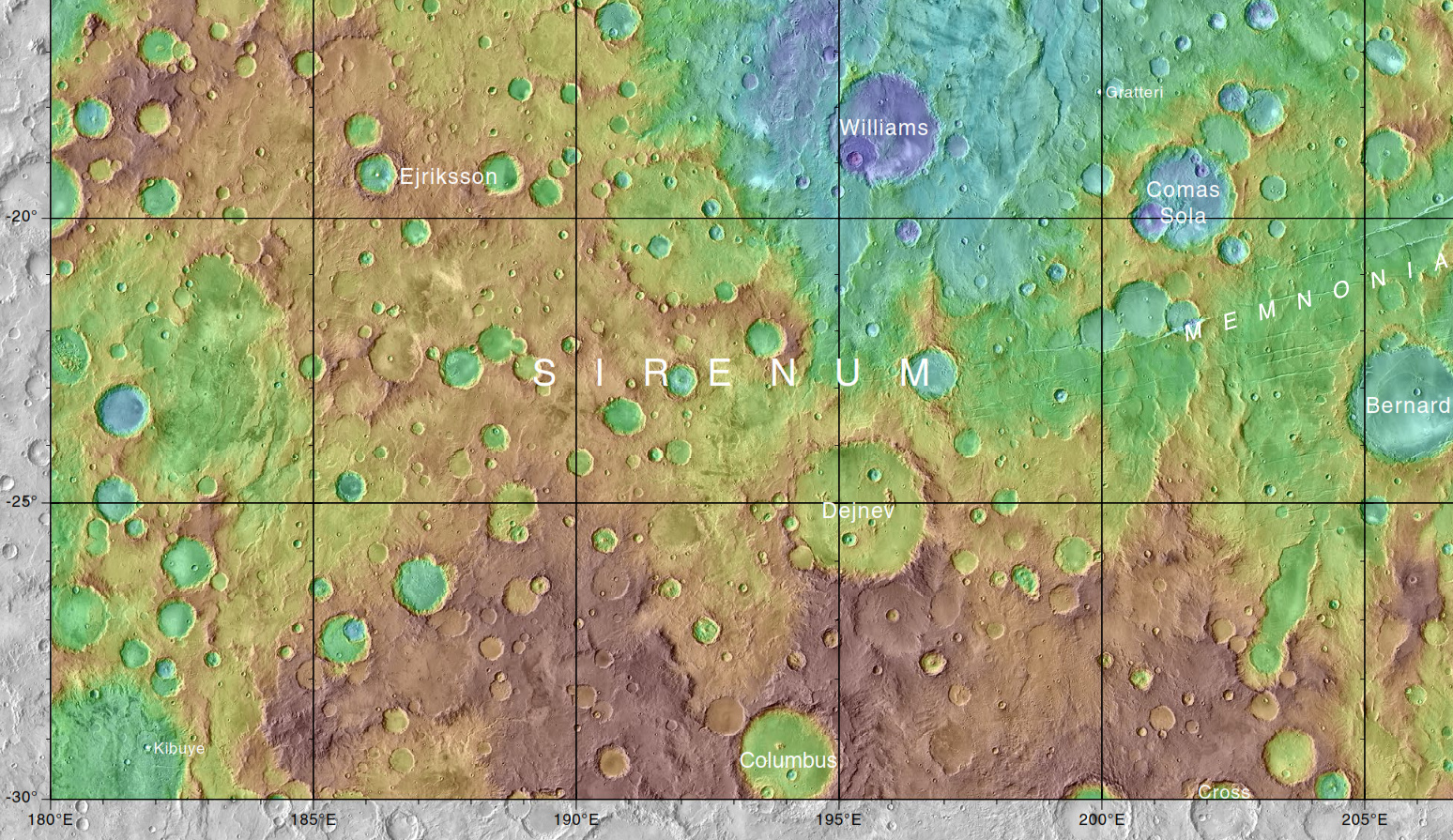
显示了门农尼亚区威廉斯陨击坑及附近其他陨坑相对位置的地图。

## 另请查看
- 火星撞击坑